# 绍德奈城
绍德奈城（法語：Chaudenay-la-Ville，法語發音：[ʃodnɛ la vil]）是法国科多尔省的一个市镇，属于博讷区。

## 地理
绍德奈城（47°9'50"N, 4°38'59"E）面积5.18 平方千米，位于法国勃艮第-弗朗什-孔泰大區科多尔省，该省份为法国中东部省份，北起奥布省，西接涅夫勒省和约讷省，南至索恩-卢瓦尔省，东南接汝拉省，东临上索恩省，东北部与上马恩省接壤。
与绍德奈城接壤的市镇（或旧市镇、城区）包括：绍德奈堡、圣萨比娜、乌什河畔托雷、科隆比耶、克吕热、潘布朗。

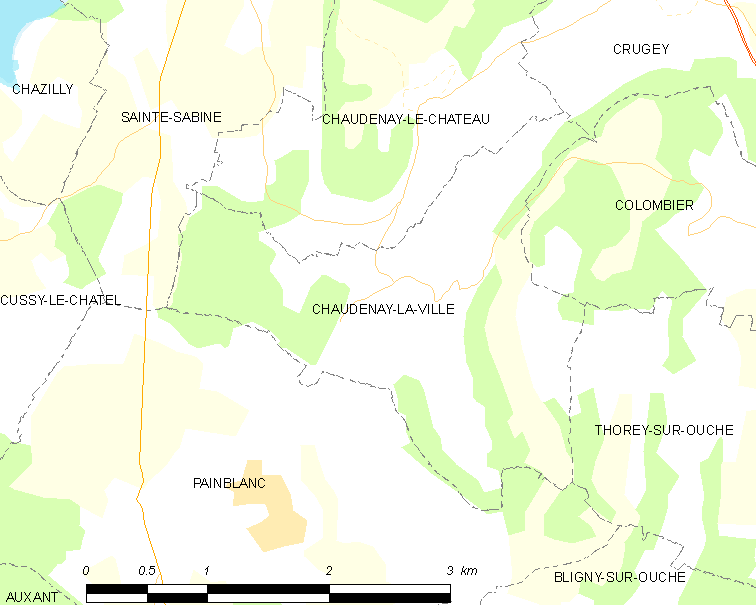
绍德奈城的OSM定位图

绍德奈城的时区为UTC+01:00、UTC+02:00（夏令时）。

## 行政
绍德奈城的邮政编码为21360，INSEE市镇编码为21155。

## 政治
绍德奈城所属的省级选区为阿尔奈勒迪克县。

## 人口

1962-2008年间绍德奈城人口变化图示

绍德奈城于2022年1月1日时的人口数量为38人。